# Final Girl : La Dernière Proie
Pour les articles homonymes, voir The Final Girl.
Pour plus de détails, voir Fiche technique et Distribution.
Final Girl : La Dernière Proie (Final Girl) est un film américain réalisé par Tyler Shields (en) sorti en 2015.

## Synopsis
Veronica (Abigail Breslin) est nouvelle en ville. Elle semble timide et vulnérable. Une bande de tueurs en série adolescents sévit dans la région. Ils ont chacun une arme de prédilection. Ils attirent une fille dans la forêt, lui laissent cinq minutes pour fuir et se mettent en chasse pour la tuer. Mais Veronica est un assassin en formation. Son test final consiste à tuer ces garçons.

## Fiche technique
- Titre : Final Girl : La Dernière Proie
- Titre original : Final Girl
- Réalisation : Tyler Shields (en)
- Scénario : Adam Prince, Johnny Silver, Stephen Scarlata, Alejandro Seri
- Production : Jeff Kwatinetz, Jack Nasser, Jacob Nasser, Joseph Nasser et Rob Carliner
- Sociétés de production : NGN Productions et Prospect Park (en)
- Musique : Marc Canham
- Photographie : Gregory Middleton
- Montage : Trevor Mirosh
- Costumes : Maria Livingstone
- Pays d'origine :  États-Unis
- Langue de tournage : anglais
- Format : couleurs
- Genres : Drame, horreur, thriller
- Durée : 84 minutes
- Dates de sortie[1] : 
  -  États-Unis : 14 août 2015

## Distribution
| |  |  |
| Abigail Breslin incarne un chaperon rouge moderne aux prises avec un jeune loup meurtrier (Alexander Ludwig). |  |  |

- Abigail Breslin : Veronica
  - Gracyn Shinyei : Veronica enfant
- Alexander Ludwig : Jameson
- Wes Bentley : William
- Cameron Bright : Shane
- Logan Huffman : Danny
- Francesca Eastwood : Gwen
- Reece Thompson (en) : Nelson
- Emma Paetz : Jennifer
- Desiree Zurowski : la mère de Nelson
- Sean Tyson : le paysan
- Brett London : l'entraineur

## Production

### Lieux de tournage
Sauf indication contraire ou complémentaire, les informations mentionnées dans cette section proviennent du générique de fin de l'œuvre audiovisuelle présentée ici.Le film a été tourné en Colombie-Britannique :
- Vancouver[2]
- Langley
- Maple Ridge

## Musique
Sauf indication contraire, les informations mentionnées dans cette section peuvent être confirmées par le générique de fin de l'œuvre audiovisuelle présentée ici, ainsi que par la base de données cinématographiques IMDb,  présente dans la section « Liens externes ».
- The devil and the duke par Who the bossman.

## Réception
Sur Rotten Tomatoes le film possède un taux d'approbation de 31% pour treize critiques, avec une moyenne de 4,1/10.
Allociné ressence un moyenne encore plus négative de 1,7/5 pour environ 470 notes.
Les auteurs de l'ouvrage collectif Slashers sont plus indulgents : les journalistes évoquent « un affrontement sociétal et adolescent que Tyler Shields choisit d'habiller de la plus étrange des manières, lacérant d'un scope flatteur une Amérique fantasmée semblant sortir d'un tableau de Norman Rockwell ou d'un film noir. Une recherche graphique poussant par instant cette histoire de chat et de souris sur le terrain d'un irréalisme réjouissant ». L'article se conclut ainsi : « [le long-métrage est] un peu confus dans son introduction et parfois artificiel dans ses articulations, mais [constitue] clairement une bonne surprise et un spectacle cruel, joliment troussé ».

## Distinctions

### Récompenses
- 2015 : Joey Award de la meilleure actrice dans un long métrage de fiction / rôle principal 5-11 ans pour Gracyn Shinyei.

## Article annexe
- Psychotrope au cinéma et à la télévision